# Beckó
Beckó (szlovákul Beckov, németül Beckow) község Szlovákiában, a Trencséni kerület Vágújhelyi járásában.

## Fekvése
Vágújhelytől 7 km-re északkeletre, a Vág bal oldalán fekszik.

## Nevének eredete
A falu a várról kapta a nevét. A vár régi magyar neve Bolondóc, amely a monda szerint onnan ered, hogy Stíbor vajda udvari bolondjának, Beckónak építtette.

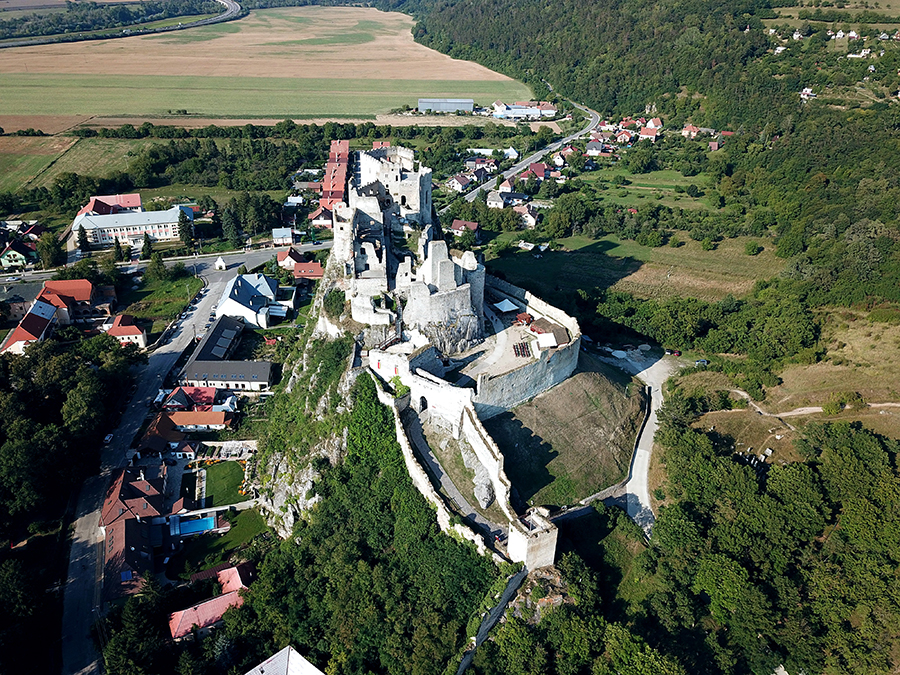
Beckó vára – légi fotó

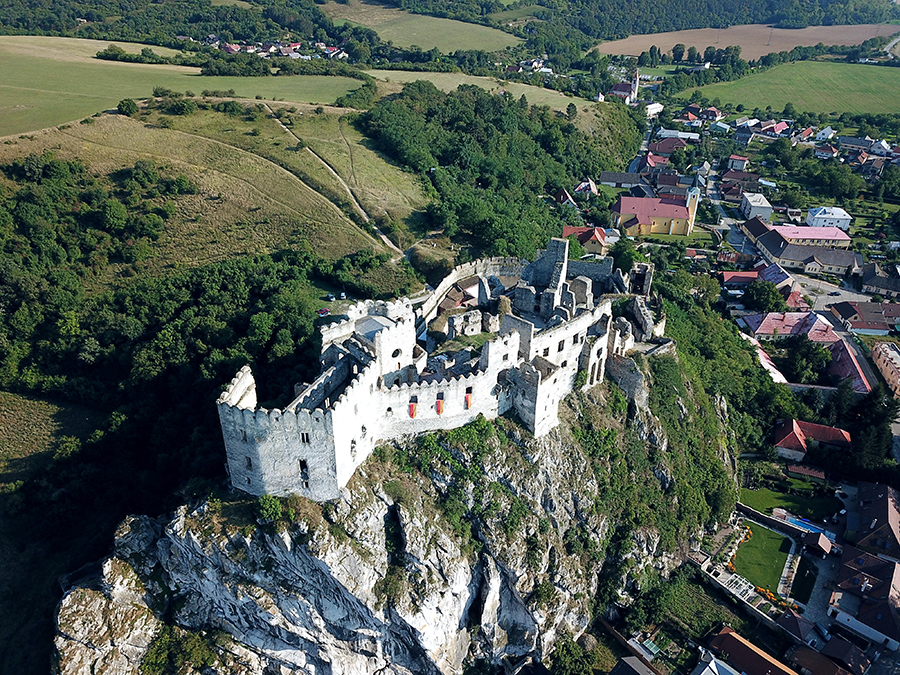
Beckó vára – légi felvétel

## Története
Beckó területén a korai bronzkorban a lausitzi kultúra települése állt. Az i. e. 4. századból csontvázas temető került elő arany mellékletekkel.
A vár a 12. században már állott, mint Bolondóc királyi ispánság központja. 1208-ban „Blundix”, 1229-ben „Bolondus” néven említik. 1241-ben IV. Béla király a báró és gróf Cseszneky család ősét, Bána nembéli Cseszneky Mihály főlovászmestert nevezte ki bolondóci ispánná. A kölni Szent Pantaleon kolostor 1238–1249-es évkönyvei szerint 1245. szeptember 3-án három bolondóci várjobbágyot szabadított fel, amiért a közeli Dánoskő néven ismert hegyormot megerősítették.
A 13. század végén került Csák Máté birtokába. Halála után (1321) királyi vár 1388-ig. 1388 és 1434 között volt a Stibor családé, mint királyi adomány. A török időkben a települést a várhoz kapcsolódó fal is védte. 1599-ben a török sikertelenül ostromolta. Várát a kurucok sem tudták elfoglalni, de a várost Ocskay László csapatai két ízben, 1707. október 13-án és 1708. január 16-án is feldúlták. A fellegvár a Rákóczi-szabadságharcot még épségben átvészelte, de 1729-ben vigyázatlanság miatt leégett, és többé nem építették újjá.
A vár alatti települést és plébániáját csak 1332-ben, a pápai tizedjegyzékben említik először. A német jog alapján alapították a 14. században. 1389-ben egy Kriker nevű bírája volt. 1520-ban vásártartási joggal rendelkezett. 1598-ban 218 ház állt a településen. Ferences kolostorát 1689-ben alapították. A 17. században a posztógyártóknak, csizmadiáknak, később a molnároknak volt céhe a településen. A 17.-19. században több nemesi család birtokolta. 1720-ban szőlőskertje és 99 adózó háztartása volt. Lakosaiból 78 a zsellérek száma. 1784-ben 247 házában 1841 lakos élt. A 18. században 58 kézműves és kereskedő volt a településen, különösen sok volt a posztógyártó és kereskedő.
A 18. század végén Vályi András így ír róla: „Épűlettyei meglehetősek a’ földes Uraságnak, lakási helyek is építtettek itten; ezeken kivűl a’ SZENT FERENTZ Szerzeteseinek klastromával is díszeskedik, mellyet Haszko Jakab; a’ Bóldogságos Szűz MÁRIÁRÓL nevezett Vág Újhelyi Prépost 70. esztendős korában Szent Jósef tiszteletére 1691. esztendőben építtetett. Kőfalain kivűl Szent István tiszteletére épűlt más temploma is van: a’ mellynek építésére Szúnyog Uraság három ház helyet ajándékoza. Építőjének képe emlékezetűl a’ templomnak egy oldalában szemléltethetik, jó téteményét hírdető felől írással egyetemben. Szántó földgyei tágasak, és termékenyek, szőlő hegyei is vannak, de a’ helyhez képest nem igen nevezetesek, ellenben gyümöltsökkel bővelkednek. Tágas erdei, és nagy legelőji vagynak. Cservena hora, vagy veres erdő nevezetű hegye is van. Vág vize mellett emelkedve, mellyböl szép veres agyag ásattatik; külömbféle javain kivűl piatzozása is lévén, első Osztálybéli.”
1828-ban 215 háza és 1670 lakosa volt, akik mezőgazdasággal, állattartással, szőlőtermesztéssel foglalkoztak.
Fényes Elek 1851-ben kiadott geográfiai szótárában így ír a településről: „Lakosai közt, kik 1138 kath. 665 evang. 221 zsidóra mennek, igen sok mesterember találtatik. Vásárjai népesek. Határja messze kiterjedt, s a megyében a legjobbak közül való. Van szép erdeje, nagy legelője, és még szőlőhegye is, de a melly savanyu bort terem. Gyümölcs bőven. Cservena-hora nevezetű hegyeiben veres agyagot ásnak. F. u. a városnak és a hozzá tartozó uradalomnak b. Révay, b. Mednyánszky, gr. Berényi, sat.”
A trianoni békéig Trencsén vármegye Trencséni járásához tartozott.

## Népessége
| Év:            | 1994. | 2004.   | 2014.   | 2024.   |
| -------------- | ----- | ------- | ------- | ------- |
| Emberek száma: | 1360  | 1367    | 1349    | 1458    |
| Eltérés:       |       | +0,51 % | -1,31 % | +8,08 % |

| Év:            | 2023. | 2024.   |
| -------------- | ----- | ------- |
| Emberek száma: | 1466  | 1458    |
| Eltérés:       |       | -0,54 % |

1880-ban 1491 lakosából 13 magyar, 222 német és 1204 szlovák anyanyelvű volt.
1890-ben 1536 lakosából 28 magyar és 1322 szlovák anyanyelvű volt.
1900-ban 1481 lakosából 48 magyar és 1306 szlovák anyanyelvű volt.
1910-ben 1425 lakosából 76 magyar, 114 német, 1230 szlovák és 5 egyéb anyanyelvű volt. Ebből 907 római katolikus, 396 evangélikus, 121 izraelita, 1 református és 1 egyéb vallású volt.
1921-ben 1403 lakosából 1 magyar, 12 német, 58 zsidó, 1316 csehszlovák, 2 egyéb nemzetiségű és 14 állampolgárság nélküli volt. Ebből 881 római katolikus, 438 evangélikus, 82 izraelita, 1 református és 1 egyéb vallású volt.
1930-ban 1422 lakosából 2 magyar, 10 német, 29 zsidó, 1368 csehszlovák és 13 állampolgárság nélküli volt.
1970-ben 1478 lakosából 2 magyar és 1463 szlovák volt.
1980-ban 1509 lakosából 1502 szlovák volt. 
1991-ben 1373 lakosából 2 magyar és 1354 szlovák volt. 
2001-ben 1367 lakosából 3 magyar és 1352 szlovák volt.
2011-ben 1343 lakosából 1 magyar és 1255 szlovák volt.
2021-ben 1436 lakosából 1380 (+3) szlovák, (+1) cigány, 15 (+3) egyéb és 41 ismeretlen nemzetiségű volt.

## Nevezetességei
- A Vág melletti magányos mészkősziklán állnak várának tekintélyes maradványai.
- A Mednyánszky-kúria 1540-ben épült.
- Kegytemploma gótikus reneszánsz stílusú, amely Mária-ünnepekor búcsújáróhely. 1400 körül épült a korábbi templom helyén, a 17. század elején reneszánsz stílusban építették át. Tornya 1770-ben épült, belseje barokk. Késő gótikus Mária-szobra van.
- Szép barokk ferences temploma és kolostora van, mely 1690 és 1692 között épült. 1945-ben bővítették.
- Klasszicista kúria a 19. század elejéről.
- Szentháromság-oszlop a 19. század első feléből.

## A várhoz fűződő monda

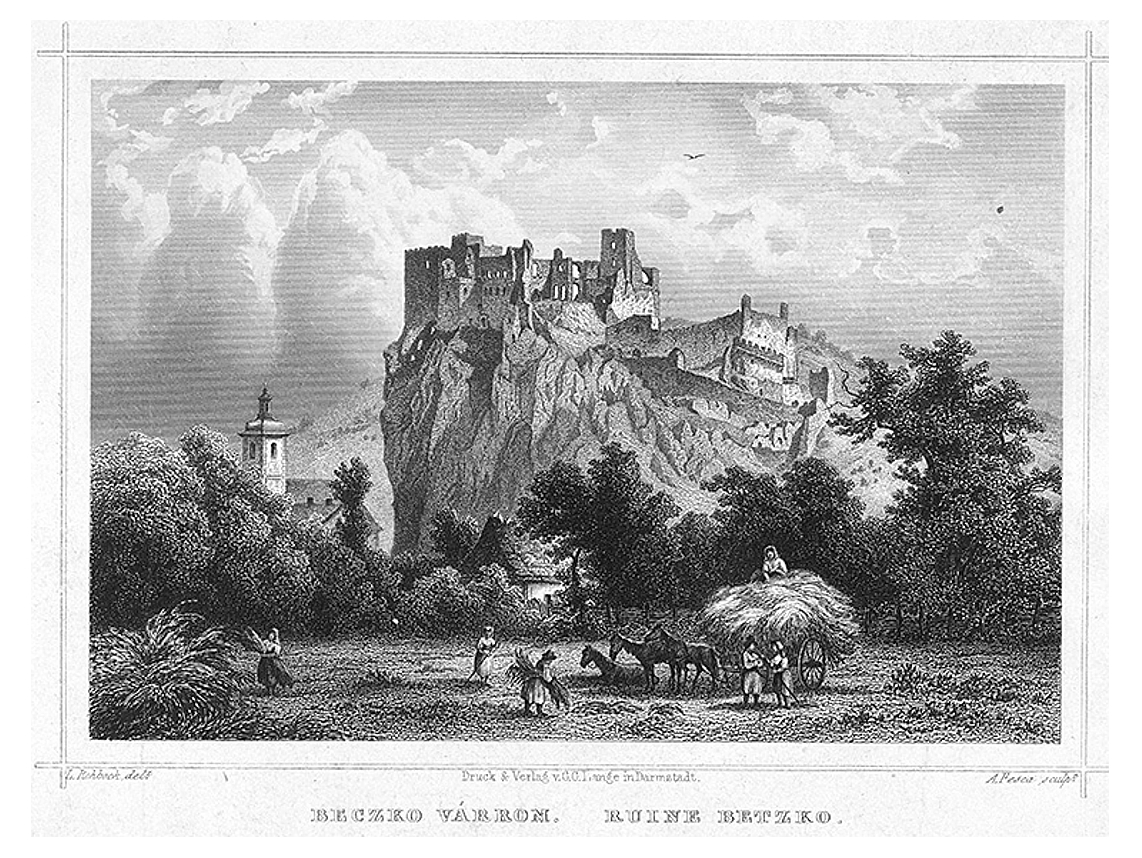
Ludwig Rohbock: Beckó várának romjai (1863)

„Trentsényi Mátyásnak halála után, KÁROLY LAJOS, és ZSIGMOND Királyoknak hatalmokban lévén, végre Czibor Erdélyi Vajdának birtokába jutott, a’ ki azt kevés idő alatt, derekasan felépíttette, noha a’ szegénységnek fajlalható nyomattatásával; mivel Czibor Vajda kegyetlen ember lévén, minden ottan keresztűl elmenő útazókat kénszerített a’ Vár felépítésének segedelmére. Ez utálatos tselekedetén kivűl megjegyezhető Czibor felől, hogy ő igen ragadozó, és más vagyonnyainak kivánója vala, minekutánna illyen tilalmas tetteiért a’ Királynak bémondattatott vólna, nyilván igérte maga felől, hogy ollyas tselekedetekkel többé nem fogja magát undokítani, sem a’ Vág körűl való nagy vagyonnyát, a’ másokéval öregbíteni. Eltiltattatván a’ ragadozásoktól, drága pénzen megvette azokat a’ jószágokat, mellyekre vágyott vala, míg a’ Királynak engedelmével az egész Vág vize körűl fekvő helységeknek Ura nem lehetett. Mint hogy a’ jó ételeket, italt, vendégeskedést, kiváltképen kedvelette, köz mondásba jött a’ tótoknál Cziborove kuchine. Az az: Czibor konyhája, mellyen tzímeres Úri vendégeskedést készítő konyha értettetik. Szerentsétlen halállal múlt ki e’ világból, mert a’ Várbéli kútnál elnyomattatván az álomtól, valamelly mérges kígyó által mind szeme kiszúrattatott, mint mejjén halált hozó sebet ejtett vala. Illy állapatban találák udvari tselédgyei életétöl megfosztattatva. Hitvese Férjének halála miatt való keserűségében, késsel szakasztotta végét életének. Képeik örök emlékezeteknek okáért, a’ szerentsétlen történethez képest rézben jelesen kiöntettettek, egyik képen vala Czibor, a’ halálát okozó viperával; másokon pedig felesége, magát gyilkoló késével. Mind a’ két darab Trentsénbe vitetett Rákótzy zenebonájakor, nagyobb bátorságnak okáért.”

## Híres emberek
- Itt született 1620-ban Tarnóczi Márton evangélikus püspök.
- Talán itt született 1816-ban Travnyik János ügyvéd, zongoraművész, zeneszerző.
- Itt született 1817-ben Jozef Miloslav Hurban evangélikus lelkész, író, újságíró, politikus, a szlovák nemzeti mozgalom szervezője, a Szlovák Nemzetgyűlés első elnöke.
- Itt született 1819. június 28-án Mednyánszky László honvédőrnagy, Lipótvár erődítési igazgatója, a szabadságharc vértanúja.
- Itt született 1824. július 9-én Mednyánszky Sándor Cézár római katolikus lelkész, a honvédsereg főlelkésze.
- Itt született 1827-ben Ambro János szülész, a pozsonyi magyar királyi bábaképező-intézet igazgató tanára, országos közegészségügyi tanácsos.
- Itt született 1827-ben Dionýz Štúr szlovák botanikus, geológus és paleontológus, földtani intézeti igazgató.
- Itt született 1850-ben Reviczky Bertalan (1850-1925) plébános, helytörténész.
- Itt született 1852. április 23-án Mednyánszky László festőművész.
- Itt hunyt el 1868-ban gróf Berényi János, József nádor kamarása.
- Itt nyugszik Paskay Gyula (1826?–1886) ügyvéd, királyi törvényszéki bíró.
- Itt szolgált Bána Mihály comes.
- Itt szolgált Révay László (1600–1667) hadi főbiztos, várkapitány.
- Itt szolgált Pilarik István (1615–1693) evangélikus lelkész.
- Itt szolgált Dualszky János (1808–1881) kanonok és címzetes apát, helytörténetíró.
- Itt szolgált Brancsik Károly (1842–1915) orvos, zoológus, a Trencsén vármegyei múzeum volt igazgatója.

## Képgaléria

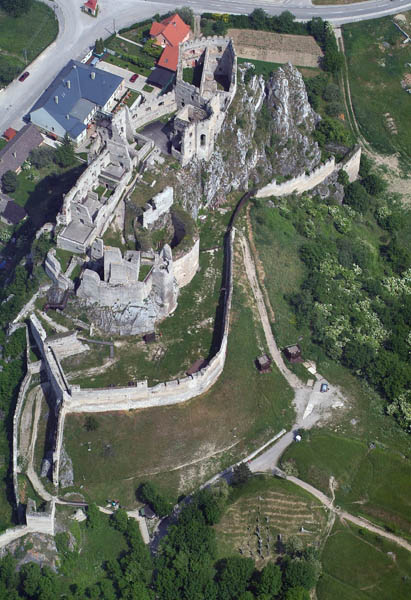
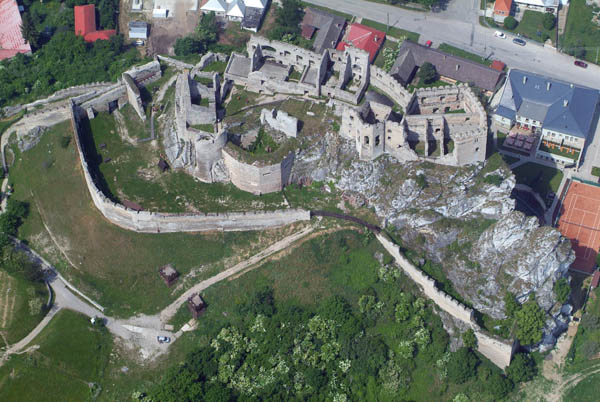
Légifotók a várról
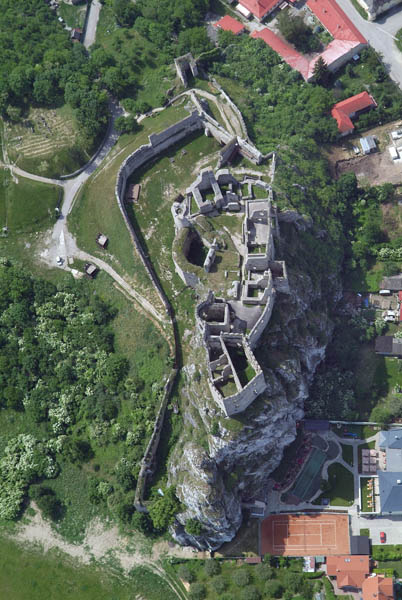